# El Palenque Palotal
El Palenque Palotal är en ort i Mexiko.   Den ligger i kommunen Córdoba och delstaten Veracruz, i den sydöstra delen av landet, 230 km öster om huvudstaden Mexico City. El Palenque Palotal ligger 1 116 meter över havet och antalet invånare är 705.
Terrängen runt El Palenque Palotal är kuperad. Runt El Palenque Palotal är det tätbefolkat, med 427 invånare per kvadratkilometer. Närmaste större samhälle är Córdoba, 10,8 km sydost om El Palenque Palotal. I omgivningarna runt El Palenque Palotal växer huvudsakligen savannskog.